# Тірян-Єлга
Тіря́н-Єлга́ (рос. Тирян-Елга, башк. Тәрәнйылға) — присілок у складі Туймазинського району Башкортостану, Росія. Входить до складу Татар-Улкановської сільської ради.
Населення — 189 осіб (2010; 188 у 2002).
Національний склад:
- башкири — 74 %